# Russen in Estland

Anteil ethnischer Russen in den baltischen Staaten (2021)

Die Russen in Estland sind eine der ethnischen Gruppen in Estland. Während die Präsenz der Russen im Land sich bis auf das Mittelalter zurückverfolgen lässt, stammt die überwiegende Mehrheit der heutigen russischstämmigen Bevölkerung des Landes von Einwanderern aus Russland und anderen Teilen der ehemaligen UdSSR während der sowjetischen Ära von 1944 bis 1991 ab, als es zu massiver Migration kam. 2024 lebten 296.268 Russen in Estland, die meisten davon in der Hauptstadt Tallinn und in anderen städtischen Gebieten der Kreise Harju und Ida-Viru. Russen hatten damit einen Anteil von ca. 21,5 % an der Gesamtbevölkerung.

## Geschichte
Im 11. Jahrhundert führte Jaroslaw der Weise einen Feldzug gegen die Tschuden durch und errichtete eine Festung bei Tartu, welche später zerstört wurde. Aufgrund der engen Handelsbeziehungen mit den Republiken Nowgorod und Pskow waren kleine Gemeinschaften orthodoxer Kaufleute und Handwerker aus diesen Nachbarstaaten in Estland im Mittelalter präsent. Zwischen 1558 und 1582 eroberte Iwan IV. von Russland große Teile des estnischen Festlandes, doch wurden seine Truppen schließlich von schwedischen und litauisch-polnischen Armeen vertrieben. Die Anfänge der kontinuierlichen russischen Besiedlung des heutigen Estlands gehen auf das späte 17. Jahrhundert zurück, als sich mehrere tausend orthodoxe Altgläubige auf der Flucht vor der religiösen Verfolgung in Russland in den damals zum schwedischen Reich gehörenden Gebieten nahe der Westküste des Peipussees niederließen.
Im 18. Jahrhundert, nach der russischen Eroberung des nördlichen Baltikums im Großen Nordischen Krieg (1700–1721), folgte eine zweite Einwanderungsperiode aus Russland. Die Führungsschicht des Landes blieben allerdings auch unter der Herrschaft des Zaren die Deutsch-Balten, aber eine begrenzte Anzahl von Verwaltungsstellen wurde nach und nach von Russen übernommen, die sich in Reval (Tallinn) und anderen größeren Städten niederließen. Mit dem Aufschwung der Industrie gegen Ende des 19. und Anfang des 20. Jahrhunderts wanderte eine größere Zahl von Russen nach Estland ein und ließ sich bei Narva und in Reval nieder. In der Zeit vor dem Ersten Weltkrieg hatten Russen bereits einen Bevölkerungsanteil von knapp 8 Prozent in Estland.
Nach dem Ersten Weltkrieg wurde Estland ein unabhängiger Staat. Alle Einwohner erhielten die estnische Staatsbürgerschaft und 1925 wurde ein Gesetz verabschiedet, das den Minderheiten kulturelle Autonomie gab und für die Verhältnisse der Zwischenkriegszeit sehr fortschrittlich war. 1940 wurde Estland von der Sowjetunion annektiert und sowohl Esten als auch Russen hatten unter stalinistischen Repressionen zu leiden. Die Sowjetmacht deportierte in der Nachkriegszeit 50.000 Esten nach Sibirien und siedelte Russen und andere Ethnien gezielt in Estland an, um die nationale Kultur und Identität zu schwächen. Die Esten mussten die Nationalsprache Russisch lernen, aber die meisten Russen lernten kein Estnisch. Insgesamt 1,3 Millionen Russen wurden in Estland angesiedelt, wobei allerdings viele nach einer gewissen Zeit wieder zurückkehrten. Andere blieben dauerhaft.
Der Zerfall der Sowjetunion und die neuerliche Unabhängigkeit Estlands in den 1990er Jahren führte zu einem großen Umbruch für die Russen im Land. Die wiederhergestellte Republik Estland erkannte die Staatsbürgerschaft nur für die Bürger aus der Zeit vor der Okkupation oder deren Nachkommen an (einschließlich der frühen russischen Siedler), anstatt allen in Estland ansässigen Sowjetbürgern die estnische Staatsbürgerschaft zu verleihen. Auch wurde das Estnische zur alleinigen Amtssprache gemacht. Für seine Minderheitenpolitik wurde Estland u. a. von UN-Menschenrechtsexperten kritisiert. Die Unabhängigkeit war somit für die Russen im Land mit einem Statusverlust verbunden und einige Russen entschieden sich zur Emigration. Die Anzahl der Russen nahm deshalb ab, sie blieben allerdings die mit Abstand größte Minderheit im Land.
Der russische Überfall auf die Ukraine 2022 betraf auch die russische Minderheit, da sich die estnisch-russischen diplomatischen Beziehungen deutlich verschlechterten. Die Grenze zu Russland wurde von der estnischen Regierung geschlossen und Russen die Einreise nach Estland erschwert. Im Dezember 2022 verabschiedete die estnische Regierung ein Gesetz, welches die Einführung des Estnischen in allen Kindergärten und Schulen bis 2029 vorsah, auch für Angehörige der russischen Minderheit.
Im März 2025 stimmte das Estnische Parlament dafür, allen russischen und außereuropäischen Staatsbürgern das Wahlrecht bei Kommunalwahlen zu entziehen.

## Demografie
Die Anzahl und der Anteil der Russen in Estland hat sich wie folgt entwickelt:
| Jahr | Anzahl Russen | Anteil der Russen |
| ---- | ------------- | ----------------- |
| 1897 | 37.599        | 3,9 %             |
| 1922 | 91.109        | 8,2 %             |
| 1934 | 92.656        | 8,2 %             |
| 1959 | 240.227       | 20,1 %            |
| 1969 | 334.620       | 24,7 %            |
| 1979 | 408.778       | 27,9 %            |
| 1989 | 474.834       | 30,3 %            |
| 2000 | 351.178       | 25,6 %            |
| 2011 | 326.235       | 25,2 %            |
| 2021 | 315.252       | 23,6 %            |
| 2024 | 296.268       | 21,5 %            |

Den höchsten Bevölkerungsanteil haben die Russen im Osten Estlands, wo sie in Narva über 90 % der Bevölkerung ausmachen. In der Hauptstadt Tallinn haben Russen einen Bevölkerungsanteil von knapp 30 %. Die meisten Russen sprechen daheim die russische Sprache und gehören der russisch-orthodoxen Konfession an. Knapp zwei der Drittel der Russen heiraten einer Untersuchung von 2004 zufolge untereinander. Die russische Minderheit war von dem postsowjetischen Strukturwandel der Wirtschaft übermäßig getroffen und ist häufiger von Armut und Arbeitslosigkeit betroffen. Aufgrund der Vorherrschaft des Estnischen in der Verwaltung sind Angehörige der russischen Minderheit im öffentlichen Sektor unterrepräsentiert.

## Status der russischen Minderheit
Der Großteil der Russen in Estland wurde nach 1990 von der Regierung Estlands nicht als Minderheit betrachtet, sondern als Einwanderer. Eine halbe Million Menschen wurde so nach der Unabhängigkeit Estlands über Nacht staatenlos. Es konnte jedoch die estnische Staatsbürgerschaft beantragt werden, wobei ein schwieriger Sprachtest zu bestehen ist. Russland ermöglichte seinen postsowjetischen Landsleuten auch die Annahme der russischen Staatsbürgerschaft, über die einige estnische Russen verfügen. Eine doppelte Staatsbürgerschaft ist im estnischen Recht allerdings nicht möglich. Zahlreiche estnische Russen haben mit der Zeit die estnische oder russische Staatsbürgerschaft erhalten, sodass der Anteil der Staatenlosen deutlich gesunken ist.
Es hat in der Vergangenheit immer wieder Diskussionen um die Integration der russischen Minderheit in die estnische Gesellschaft gegeben, da ein großer Teil der Russen im Land russischsprachig blieb und russische Medien konsumiert. Die jüngere Generation der Russen gilt als besser integriert und verfügt über bessere Sprachkenntnisse des Estnischen und spricht meist auch Englisch.

## Politik
Die Russen ohne estnische Staatsbürgerschaft sind von der Teilnahme an der nationalen Politik ausgeschlossen, können sich allerdings an Kommunalpolitik beteiligen. In der Vergangenheit war die estnische Zentrumspartei die beliebteste Partei unter den russischsprachigen Bürgern. Im Jahr 2012 wurde sie von bis zu 75 % der ethnischen Nicht-Esten unterstützt. In jüngerer Zeit hat die Eestimaa Ühendatud Vasakpartei als Vertretung der Russen an Beliebtheit gewonnen.
Bei der Ansicht auf die sowjetische Zeit in Estland gibt es große Unterschiede zwischen Russen und Esten. So blicken viele Russen positiv auf die Sowjetära zurück, während Esten diese als Zeit der Unterdrückung empfinden. 2007 kam es zu Ausschreitungen zwischen prorussischen Demonstranten und estnischen Nationalisten in Tallinn, nachdem beschlossen wurde den Bronzesoldat von Tallinn (ein Monument für die Rote Armee) zu verlegen.
Über 90 % der knapp 90.000 russischen Staatsbürger in Estland stimmten in russischen Präsidentschaftswahlen für Wladimir Putin. Die überwiegende Mehrheit der Russen in Estland unterstützte den Angriffskrieg gegen die Ukraine allerdings nicht, der für die russische Minderheit im Land negative Folgen hatte. Der russische Vorwurf der Diskriminierung der russischen Minderheit durch Estland hat immer wieder für Streit mit Russland gesorgt. Im Gegenzug warf Estland der russischen Regierung vor, die russische Minderheit gezielt mit Propaganda zu beeinflussen. Die Annexion der Krim 2014 durch Putin unter dem Vorwand des Schutzes der russischen Minderheit löste deshalb große Besorgnis in Estland aus.

## Bekannte estnische Russen

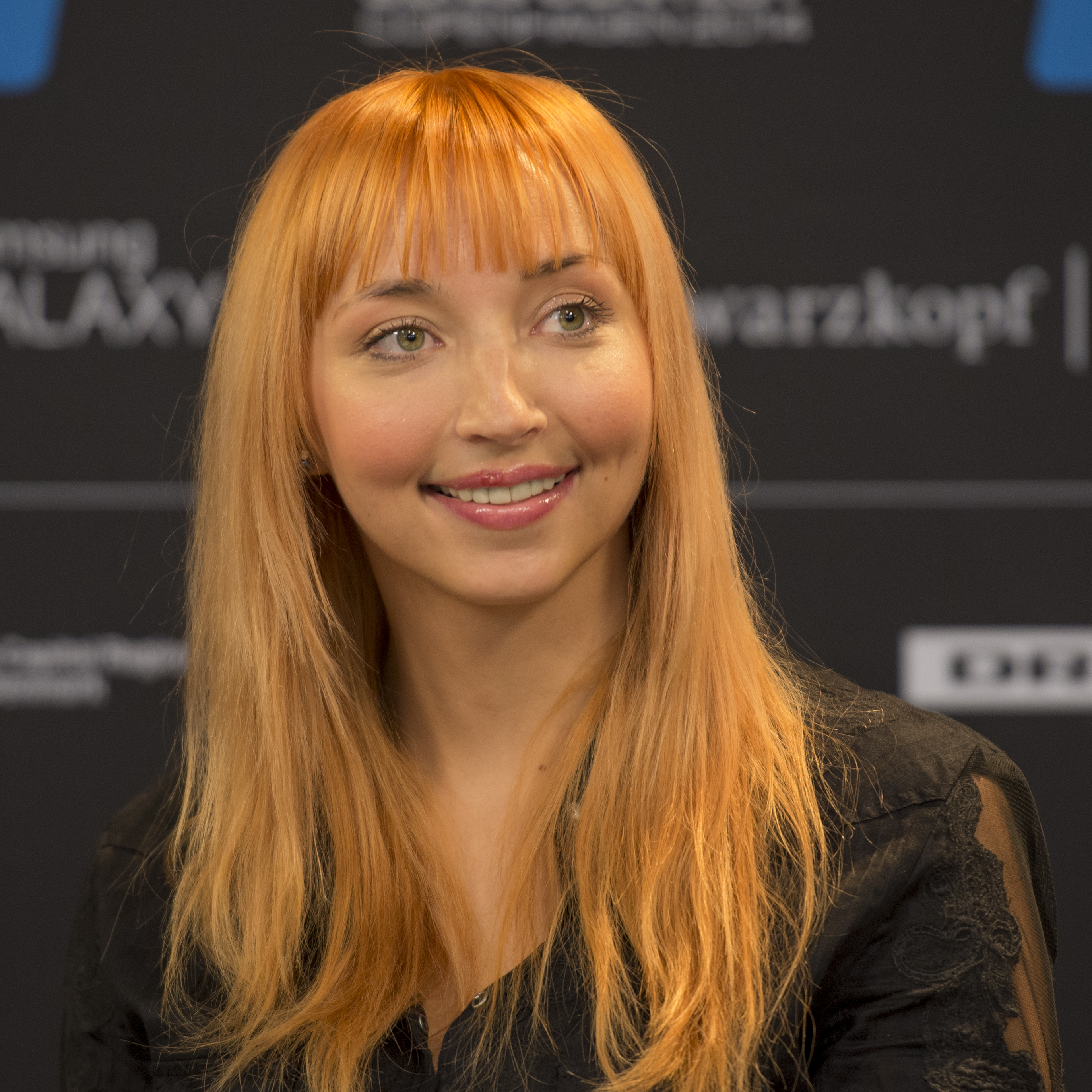
Tatjana Mihhailova vertrat Estland 2014 beim Eurovision Song Contest

- Leonid Kulik (1883–1942), Mineraloge
- Igor Sewerjanin (1887–1941), Dichter
- Nikolai Vekšin (1887–1951), Segler
- Nikolai Stepulov (1913–1968), Boxer
- Alexius II. (1929–2008), ehemaliger Patriarch von Moskau
- Svetlana Tširkova (* 1945), Fechterin
- Marina Kaljurand (* 1962), Diplomatin und Badmintonspielerin
- Anna Levandi (* 1965), Eiskunstläuferin
- Waleri Karpin (* 1969), Fußballspieler
- Anton Waino (* 1972), Diplomat
- Sergei Hohlov-Simson (* 1972), Fußballspieler
- Tatjana Mihhailova (* 1983), Sängerin
- Jevgeni Ossinovski (* 1986), Politiker
- Leo Komarov (* 1987), Eishockeyspieler
- Elina Netšajeva (* 1991), Sängerin
- Alika (* 2002), Sängerin